# La finta giardiniera
La finta giardiniera, K.196 (La Fausse Jardinière) est un opéra de Wolfgang Amadeus Mozart créé en 1775 sur un livret en italien attribué à Giuseppe Petrosellini, après avoir été longtemps attribué à Ranieri de' Calzabigi. Mozart termina sa composition à Munich en janvier, alors qu'il avait 18 ans. La première eut lieu le 13 janvier 1775 au Salvatortheater de Munich. 
En 1779, lors du passage d'une troupe à Salzbourg, Mozart transforme l'œuvre en un singspiel en allemand Die Gärtnerin aus Liebe  avec des dialogues parlés. L'original jugé perdu, c'est sous cette forme que l'opéra a été joué jusqu'en 1978, date à laquelle l'édition critique de la Neue Mozart Ausgabe a restitué l'œuvre sous sa forme originale.
L'autographe de l'acte I a disparu. Celui des actes II et III se trouve à la Bibliothèque Jagellonne.
Un opéra homonyme de Pasquale Anfossi fut représenté avec grand succès en 1774.

## Rôles
| Rôles | Tessitures      | Première, 13 janvier 1775 (Chef: Johann Nepomuk Cröner) |
| --- | --------------- | ------------------------------------------------------- |
| Don Anchise, podestat de Lagonero, qui délaisse Serpetta et est tombé amoureux de Sandrina, sa jardinière                                                      | ténor           | Augustin Sutor                                          |
| La marquise Violante Onesti, déguisée en jardinière sous le nom de Sandrina au service du Podestat et amante de Belfiore, bien que ce dernier l'ait poignardée | soprano         | Rosa Manservisi                                         |
| Arminda, nièce du Podestat, fiancée de Belfiore | soprano         | Signora Sutor                                           |
| Le comte Belfiore, fiancé d'Arminda, ancien amant de Violante qu'il croit avoir tuée                                                                           | ténor           | Giovanni Valesi                                         |
| Le chevalier Ramiro, ancien fiancé d'Arminda qui l'a repoussé pour Belfiore                                                                                    | soprano castrat | Tommaso Consoli                                         |
| Serpetta, servante de don Anchise, amoureuse de lui bien qu'il ne la regarde plus                                                                              | soprano         | Teresina Manservisi                                     |
| Roberto (Nardo), serviteur de Violante, se fait passer pour son cousin sous le nom de Nardo, et se déguise en jardinier                                        | basse           | Giovanni Rossi                                          |

## Argument
L'action se passe au XVIIIe siècle dans la propriété du podestat de Lagonero, Don Anchise. L'histoire est assez compliquée.
Le comte Belfiore amant de la marquise Violante Onesti l'a poignardée lors d'un accès de jalousie. La croyant morte, il s'est fiancé avec Arminda. Violante qui a survécu part à la recherche de Belfiore accompagnée de son serviteur Roberto. Violante se fait engager sous le nom de Sandrina comme jardinière de Don Anchise, l'oncle d'Arminda. Roberto se déguise aussi en jardinier sous le nom de Nardo.
Don Anchise a une servante Serpetta qu'il aime, mais il préfère maintenant Sandrina. Serpetta en est fâchée et repousse Nardo. Ramiro, ancien fiancé d'Arminda, est aussi fâché. Sandrina se fait reconnaître par Belfiore qui se jette à ses pieds. Tout est bien, mais coup de théâtre : Violante nie son identité. Ils deviennent tous fous. Après une série de délires, l'opéra s'achève par trois mariages Belfiore et Violante, Ramiro et Arminda, Roberto et Serpetta. Seul le podestat reste seul.

## Numéros musicaux
Acte I
- n° 1 Introduction
- n° 2 « Se l'augellin sen fugge » - Ramiro - partition
- n° 3 « Dentro il mio petto » - Don Anchise - partition
- n° 4 « Noi donne poverine » - Sandrina - partition
- n° 5 « A forza di martelli » - Nardo  - partition
- n° 6 « Che beltà, che leggiadria » - Belfiore - partition
- n° 7 « Si promette facilmente » - Arminda - partition
- n° 8 « Da scirocco a tramontana » - Belfiore - partition
- n° 9 « Un marito, o dio » - Serpetta, Nardo - partition
- n° 10 « Appena mi vedon » - Serpetta  - partition
- n° 11 « Geme la tortorella » - Sandrina  - partition
- n° 12 Finale  - partition

Acte II
- n° 13 « Vorrei punirti indegno » - Arminda
- n° 14 « Con un vezzo all'Italiana » - Nardo
- n° 15 « Care pupille » - Belfiore
- n° 16 « Una voce sento al core » - Sandrina
- n° 17 « Una damina, una nipote » - Don Anchise
- n° 18 « Dolce d'amor compagna speranza » - Ramiro
- n° 19 « Ah non partir...Già divento freddo » - Belfiore
- n° 20 « Chi vuol godere il mondo » - Serpetta
- n° 21 « Crudeli, fermate » - Sandrina
- n° 22 « Ah dal pianto » - Sandrina
- n° 23 Finale

Acte III
- n° 24 « Mirate che constrasto » - Nardo
- n° 25 « Mio padrone, io dir volevo » - Don Anchise
- n° 26 « Va pure ad altri in braccio » - Ramiro
- n° 27 « Dove mai son ! » - Sandrina, Belfiore
- n° 28 Finale